# 河村慶人
河村 慶人（かわむら けいと、1999年9月11日 - ）は、大阪府出身のプロサッカー選手。Jリーグ・鹿児島ユナイテッドFC所属。ポジションはＦＷ。

## クラブ経歴
近畿大学附属高校卒業後、日本体育大学に進学。同大サッカー部では後にプロ入りする大曽根広汰、弓削翼、深川大輔らとプレーした。4年時の2021年5月にはファジアーノ岡山FCの練習生としてJエリートリーグに出場した。
2021年9月3日、2022年シーズンからの東京ヴェルディ加入内定、並びに特別指定選手承認が発表された。
2022年、東京ヴェルディに正式加入。2月19日、J2リーグ開幕戦のV・ファーレン長崎戦でプロデビュー。2月27日、J2第2節の栃木SC戦でプロ初ゴールを決めた。
2024年7月、ブラウブリッツ秋田に期限付き移籍。
2024年12月28日、鹿児島ユナイテッドFCへの完全移籍が発表された。

## 所属クラブ
- STAY COOL FC
- 岩田FC
- 近畿大学附属高等学校
- 日本体育大学
  - 2021年9月 - 同年12月  東京ヴェルディ (特別指定選手)
- 2022年 - 2024年  東京ヴェルディ
  - 2024年7月 - 同年12月  ブラウブリッツ秋田 (期限付き移籍)
- 2025年 -  鹿児島ユナイテッドFC

## 個人成績
| 国内大会個人成績 | 国内大会個人成績 | 国内大会個人成績 | 国内大会個人成績 | 国内大会個人成績             | 国内大会個人成績 | 国内大会個人成績 | 国内大会個人成績 | 国内大会個人成績 | 国内大会個人成績 | 国内大会個人成績 | 国内大会個人成績 |
| 年度             | クラブ           | 背番号           | リーグ           | リーグ戦                     | リーグ戦         | リーグ杯         | リーグ杯         | オープン杯       | オープン杯       | 期間通算         | 期間通算         |
| 年度             | クラブ           | 背番号           | リーグ           | 出場                         | 得点             | 出場             | 得点             | 出場             | 得点             | 出場             | 得点             |
| 日本             | 日本             | 日本             | 日本             | リーグ戦                     | リーグ戦         | リーグ杯         | リーグ杯         | 天皇杯           | 天皇杯           | 期間通算         | 期間通算         |
| ---------------- | ---------------- | ---------------- | ---------------- | ---------------------------- | ---------------- | ---------------- | ---------------- | ---------------- | ---------------- | ---------------- | ---------------- |
| 2022             | 東京V            | 29               | J2               | 28                           | 3                | -                | -                | 4                | 0                | 32               | 3                |
| 2023             | 東京V            | 29               | J2               | 31                           | 2                | -                | -                | 1                | 0                | 32               | 2                |
| 2024             | 東京V            | 19               | J1               | 2                            | 0                | 1                | 0                | 0                | 0                | 3                | 0                |
| 2024             | 秋田             | 77               | J2               | 15                           | 1                | -                | -                | -                | -                | 15               | 1                |
| 2025             | 鹿児島           | 18               | J3               |                              |                  |                  |                  |                  |                  |                  |                  |
| 通算             | 日本             | 日本             | J1               | 2                            | 0                | 1                | 0                | 0                | 0                | 3                | 0                |
| 通算             | 日本             | 日本             | J2               | 74                           | 6                | -                | -                | 5                | 0                | 79               | 6                |
| 通算             | 日本             | 日本             | J3               | \|\|\|\|\|\|\|\|\|\|\|\|\|\| |                  |                  |                  |                  |                  |                  |                  |
| 総通算           | 総通算           | 総通算           | 総通算           | 76                           | 6                | 1                | 0                | 5                | 0                | 82               | 6                |

- 2021年 特別指定選手としての公式戦出場無し

出場歴
- Jリーグ初出場 - 2022年2月19日 J2第1節 V・ファーレン長崎戦 (トランスコスモススタジアム長崎)
- Jリーグ初得点 - 2022年2月27日 J2第2節 栃木SC戦 (味の素スタジアム)

## 代表・選抜歴
- 2020年 関東C・北信越選抜[6]